# Biệt thự Hằng Nga

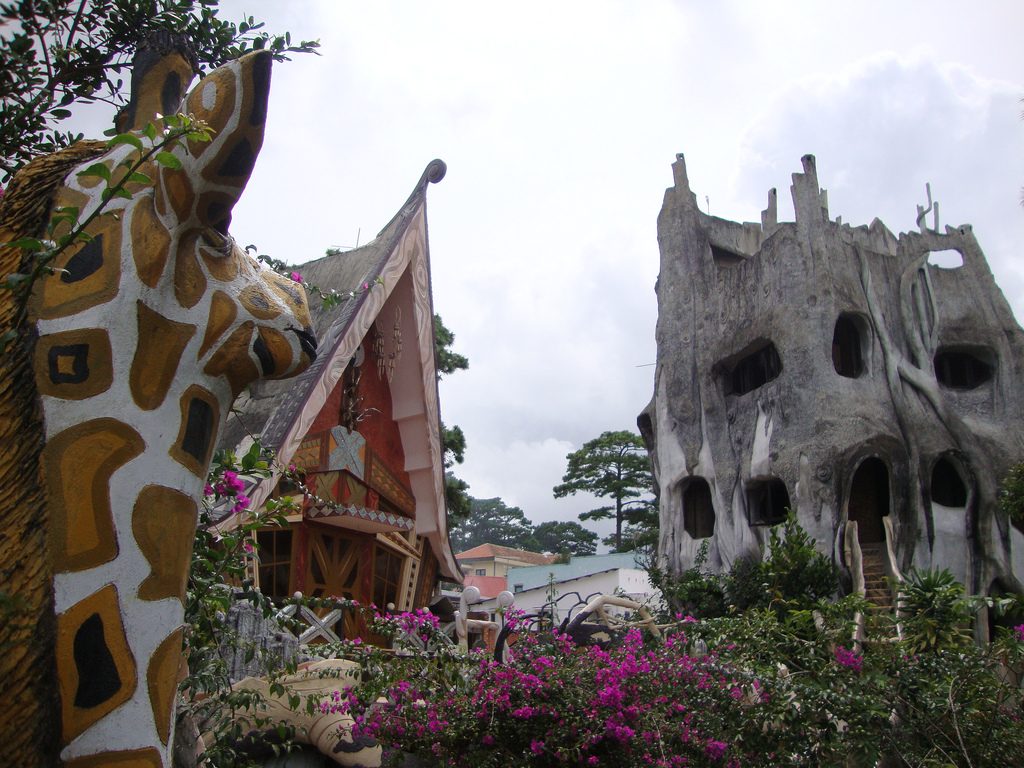
Bên ngoài biệt thự Hằng Nga

Biệt thự Hằng Nga hay Ngôi nhà quái dị (được biết đến với tên tiếng Anh: Crazy House) là một nhà nghỉ tại Đà Lạt, nằm ở số 3 Huỳnh Thúc Kháng trong khuôn viên rộng gần 4.000 m². Ngôi nhà này nổi tiếng vì có phong cách kiến trúc đặc biệt.
Từ khi khai trương vào năm 1990, tòa nhà này đã được công nhận kiến trúc độc đáo, đã được nêu bật trong các sách hướng dẫn du lịch và được xếp vào nhóm 10 tòa nhà kỳ lạ nhất theo bình chọn của Nhân dân Nhật báo của Trung Quốc.

## Cấu trúc
Biệt thự Hằng Nga bao gồm nhiều tòa nhà và nhà khách, quán cà phê và phòng trưng bày nghệ thuật với phong cách đặc biệt. Các nội thất của tòa nhà bao gồm hang động, hành lang quanh co, cầu thang quanh co, đồ nội thất kỳ quặc và những bức tượng động vật với kích cỡ lớn. Không có những đường thẳng và góc thẳng, không "ngang hàng thẳng lối". Có thể tạo ấn tượng là không gian, hành lang, cầu thang, cửa sổ hoặc đồ nội thất – tất cả mọi thứ có vẻ như thể đã bị nấu tan chảy ở nhiệt độ cao và sau đó đóng băng trong hình dạng kỳ cục.
Giữa các tòa nhà là những mấu cây, rể cây xương xẩu làm bằng bê tông và mạng nhện khổng lồ làm bằng dây kẽm. Có một phòng trà nhỏ bên trong một tượng Hươu cao cổ to. Các phòng nghỉ có tên phòng Quả Bầu, Chuột túi, con Gấu,Tổ Mối,...
Các phòng đều có thể nghỉ qua đêm bình thường. Hiện tại, mỗi năm "Crazy house" đón khoảng 100.000 lượt khách tới tham quan, trong đó phần nhiều là khách nước ngoài.

## Đặng Việt Nga
Kiến trúc sư và chủ nhân của tòa nhà là Đặng Việt Nga, là con gái của bà Nguyễn Thị Minh và cố Tổng bí thư Đảng Cộng sản Việt Nam – Trường Chinh. Thuở bé, bà học trường tiểu học dành cho thiếu nhi Việt Nam tại Trung Quốc (1951-1954) và học trung học tại Liên Xô. Bà tốt nghiệp Đại học Kiến trúc Mátxcơva (1959 – 1965), sau đó từ 1969 – 1972 tiếp tục trở lại học và lấy bằng Tiến sĩ của Liên Xô.. Năm 1983, bà rời Hà Nội đến sống tại Đà Lạt và cho dựng xây tòa nhà này..

## Hình ảnh

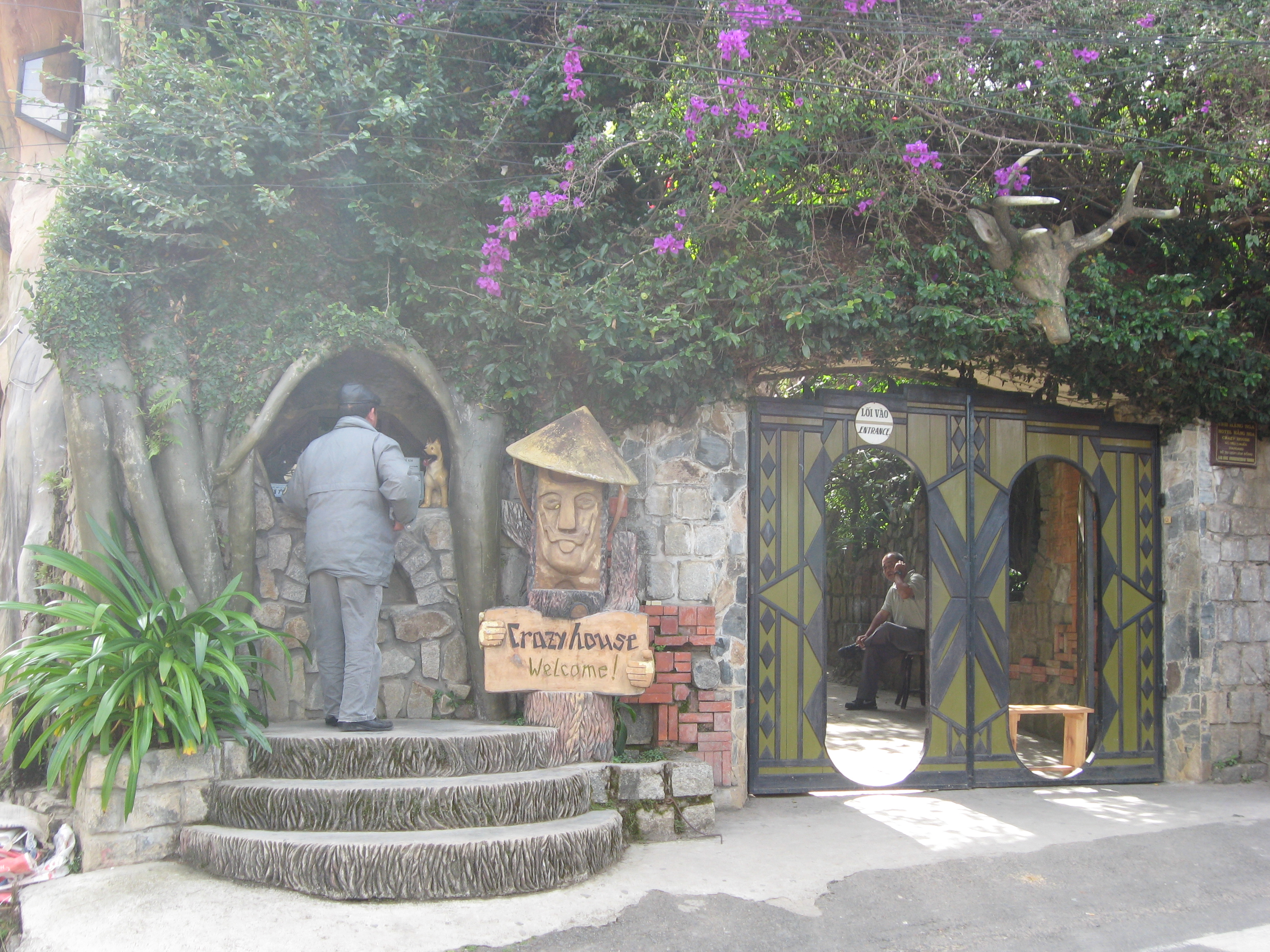
Lối vào
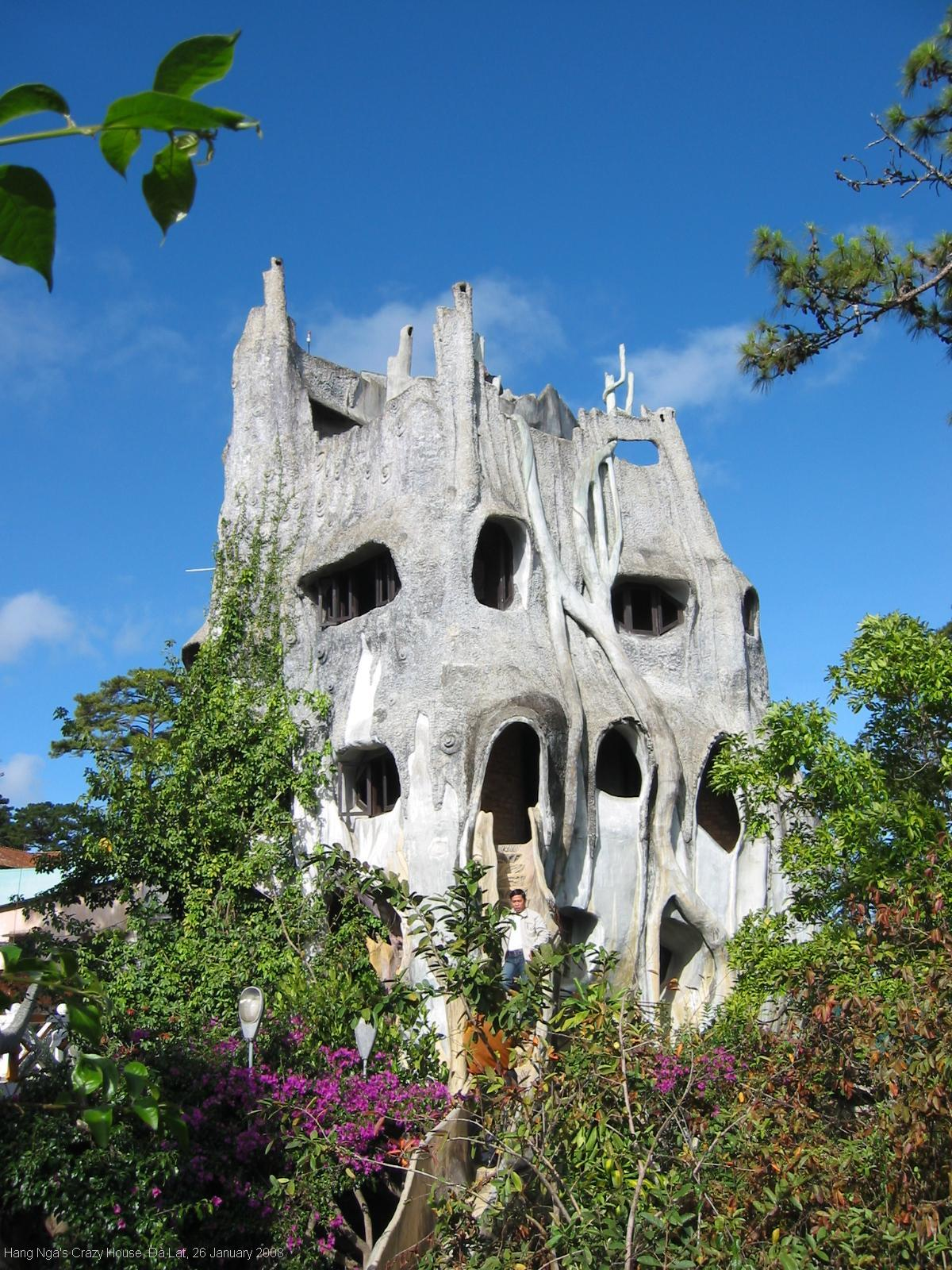
Nhà nghỉ
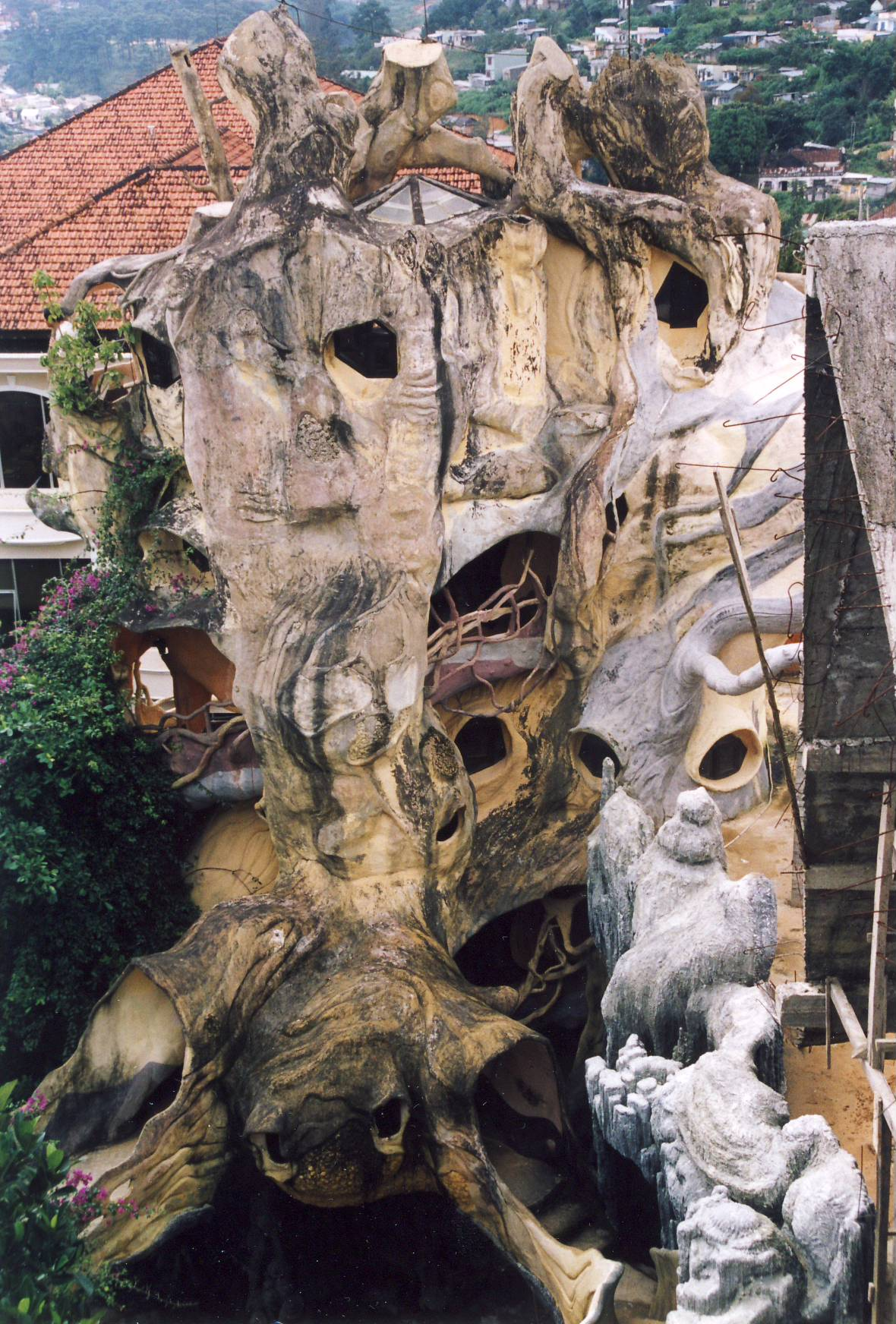
Nhà nghỉ
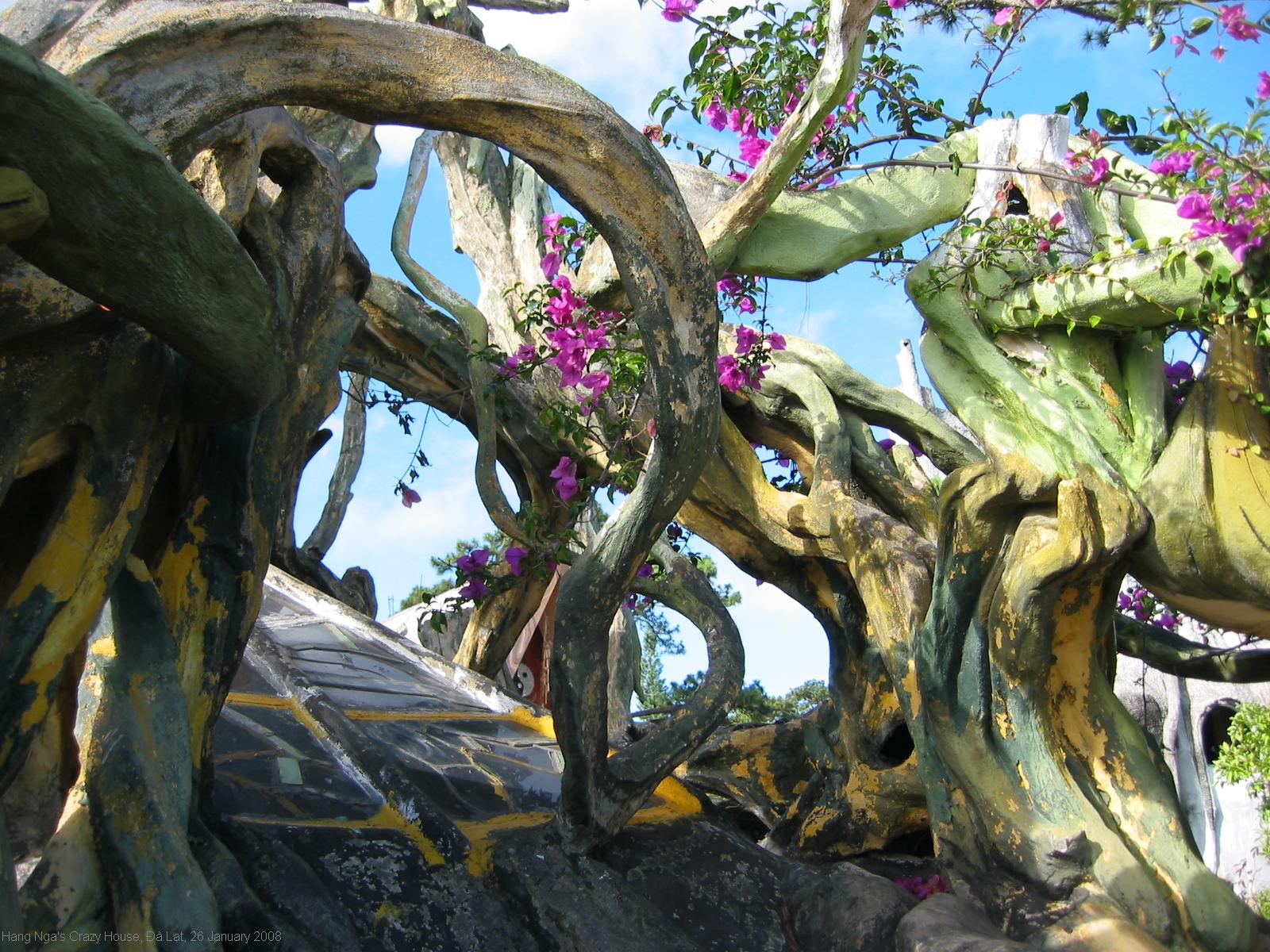
nhiều mấu cây bằng bê tông
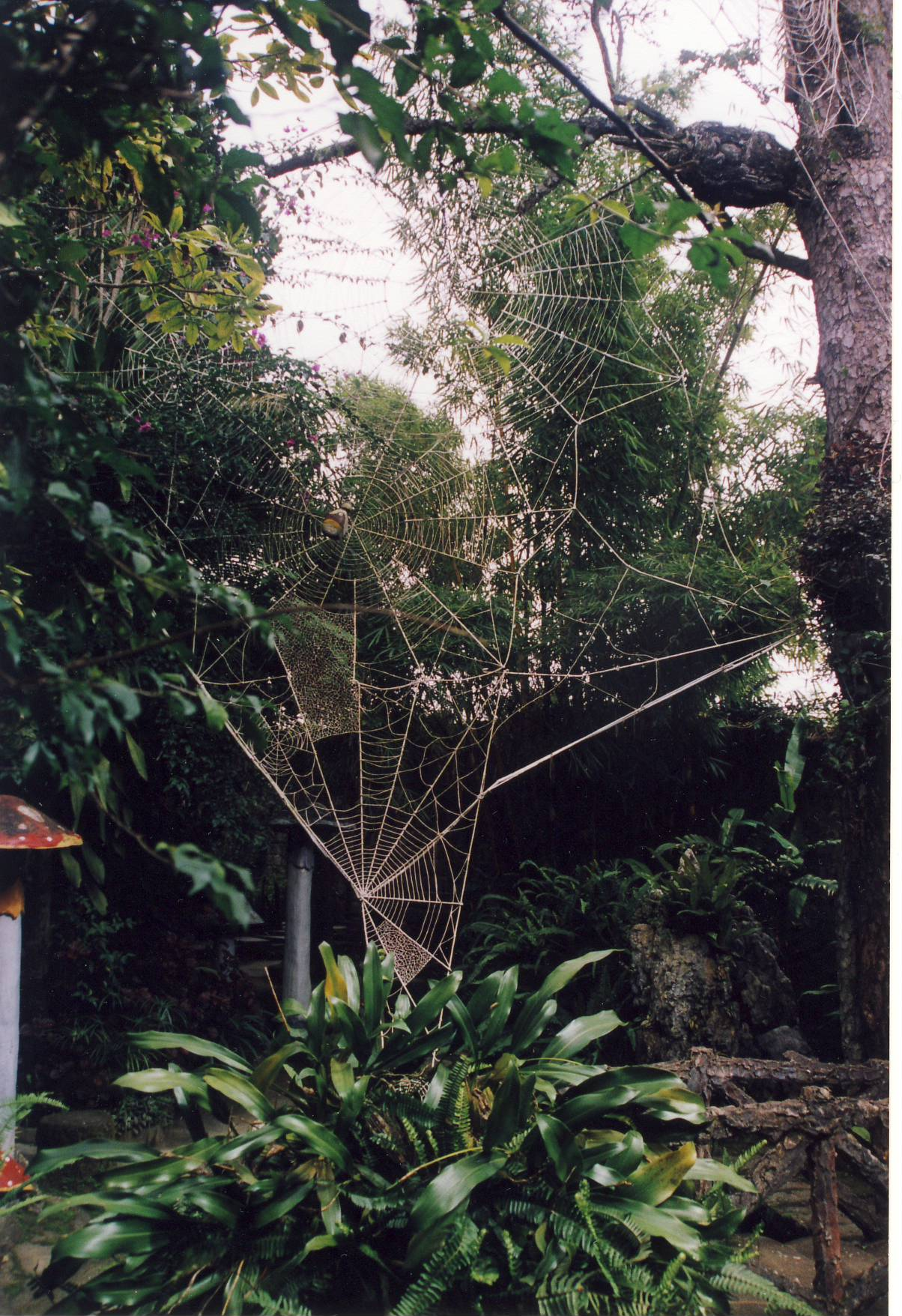
mạng nhện khổng lồ làm bằng dây kẽm
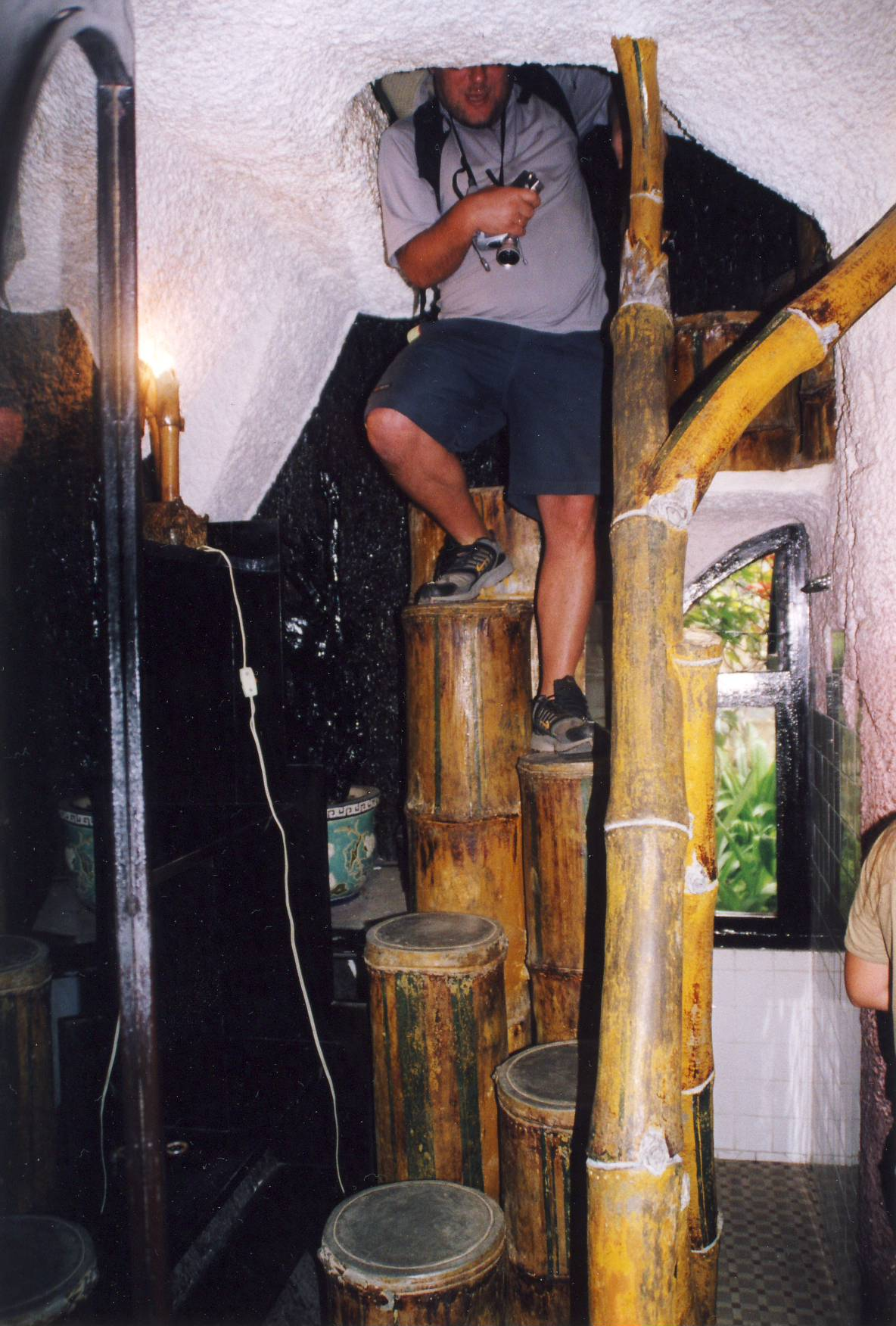
Cầu thang lên phòng ngủ
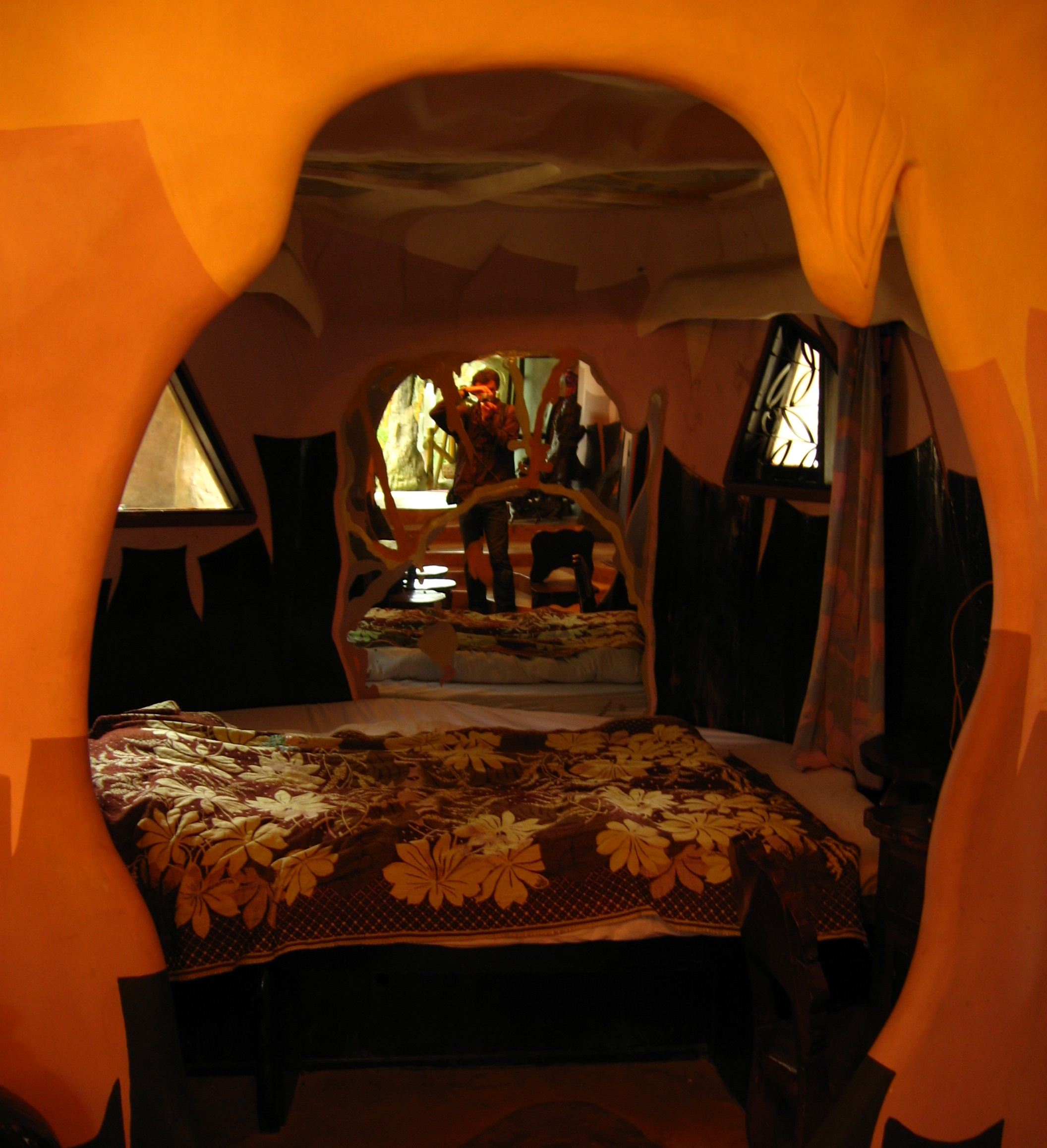
Phòng ngủ
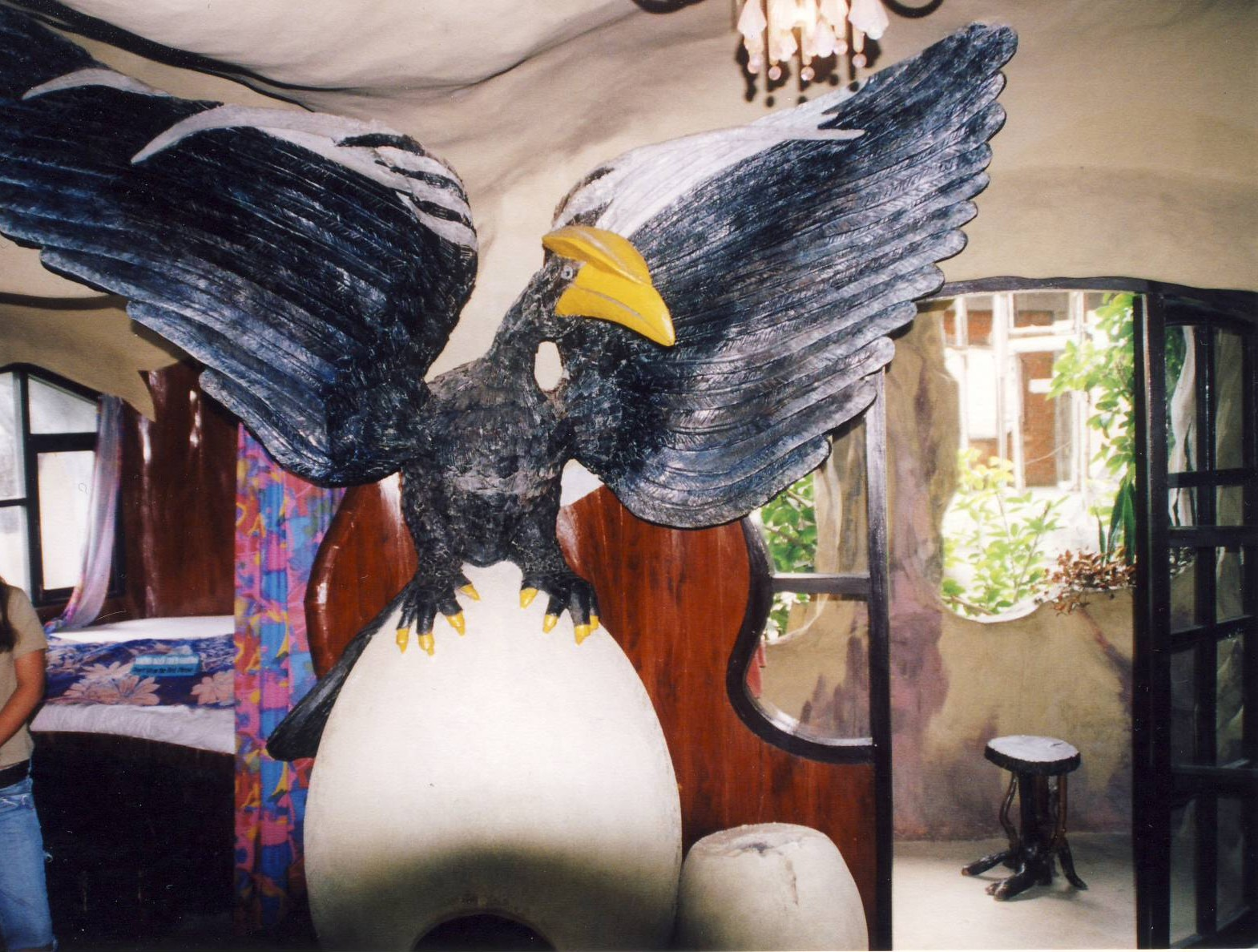
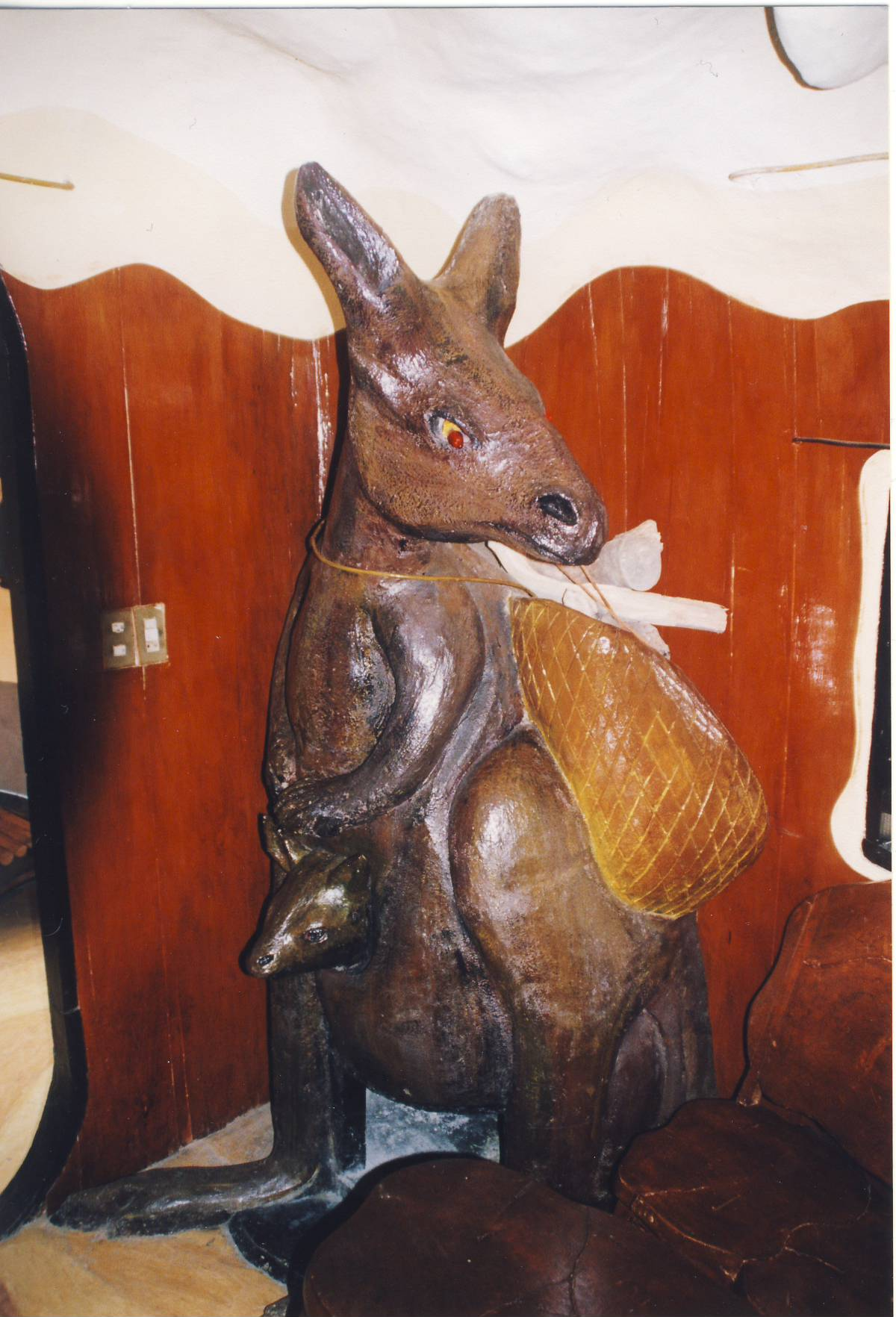
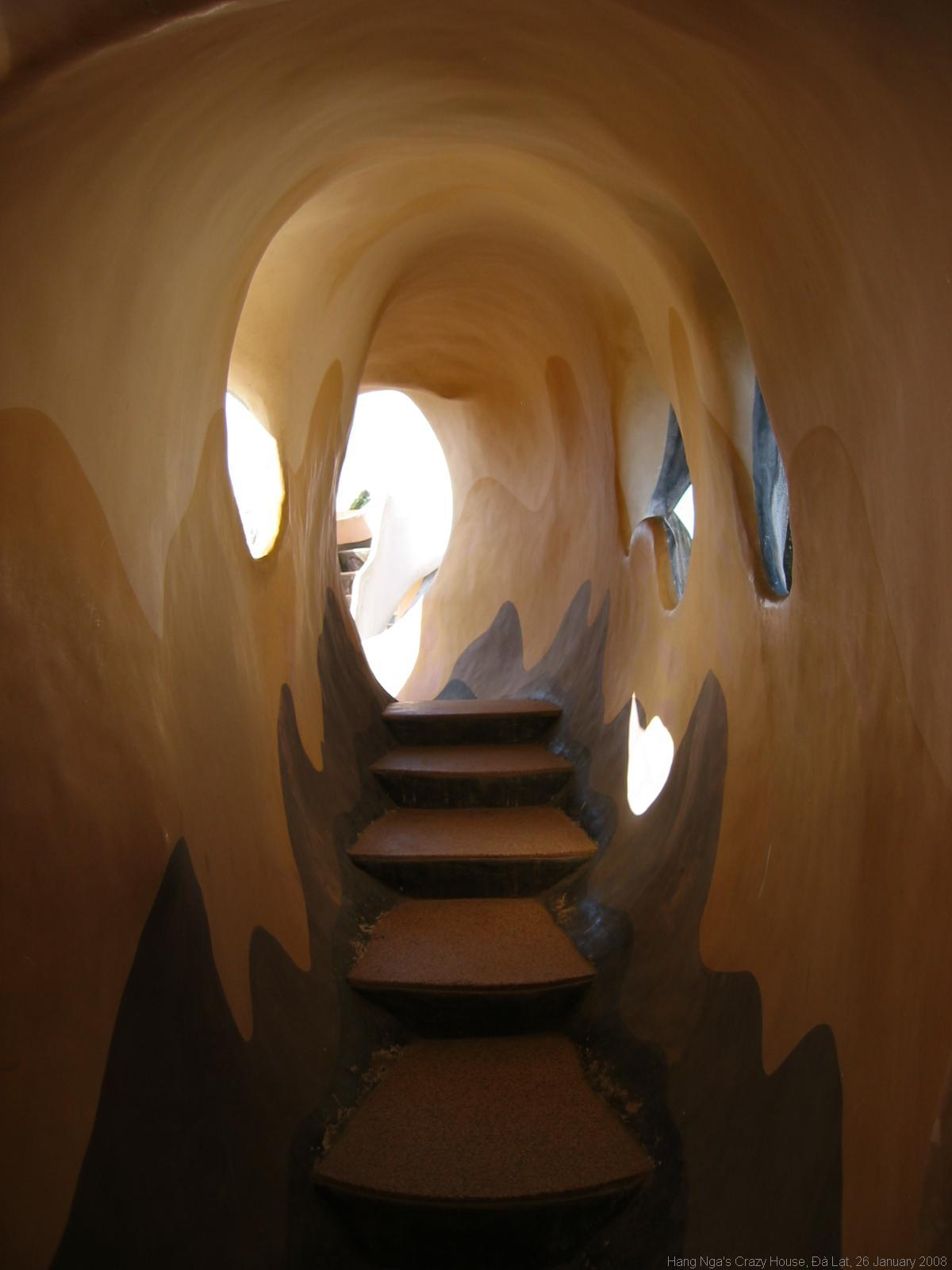
Xuống hầm